# 王国の鍵 (映画)
『王国の鍵』（おうこくのかぎ、The Keys of the Kingdom）は1944年のアメリカ合衆国の映画。A・J・クローニン原作の小説を映画化している。出演はグレゴリー・ペックなど。
当初は、原作のファンであったアルフレッド・ヒッチコックが監督する話もあったという。

## ストーリー
1938年9月のある日、フランシス・チゾルム神父（グレゴリー・ペック）は釣りを終えてスコットランドのトウィードサイド近くの自分の教会に戻る。そこに訪れた教区司祭は、フランシスの説教に異端的傾向が感じられること、もう老人であることを理由に上層部から引退を勧められていると語る。それを拒絶した神父に司祭は首を横に振りながら、寝室として提供された神父の部屋に行く。そしてふと目に止まった神父の日記を司祭が読みはじめるところから物語ははじまる。
1878年、カトリック教徒で漁師であるフランシスの父親は、教会からの帰りにプロテスタントの集団に襲われ、重傷を負う。助けに行った母親は父親とともに橋の上で大雨によって流され、両親を失い孤児となったフランシスは、父方のいとこであるポリーに引き取られ（彼女にはフランシスと同年代の娘・ノラがいた）、同郷のアンガス（アンセルム）（ビンセント・プライス）とともに大学の神学部に進み、同じく同郷で無神論者のウィリー（トーマス・ミッチェル）は同じ大学で医学を学ぶ。
そして、フランシスが神父を目指さなければ近いうちに結婚するだろうと思われていたノラは身を持ち崩し、妊娠していることを、故郷に帰らないでいたフランシスはウィリーに告げられ愕然とし、戻ってノラの死と遺児のジュディを知る。しかし彼の教義解釈は安定せず、迷わないで進む優等生アンガスとの教会内での地位は開く一方だった。釣り好きで寛容な恩師である神学部の学長、ハミッシュ・マクナブ司教（エドマンド・グウェン）は、ひとつ冒険をしてみないか、と、愛用の傘を手渡して中国での布教を勧める。
フランシスの任地は当時の中国、香港に近い港町・北潭（ハイタン）。船から降りたフランシスは、歓迎される土地のチア大人と、誰一人迎えに来ない現地の状況、そして荒れ果てた布教所に呆れながらも覚悟を決め、布教所のわきの馬小屋でひと休みする。そこに現れた現地での最初の信者・ジョゼフは教会と家の再建を提案し、無償で働くことを誓う。そしてウィリーからは大量の医薬品が届き、書物とあわせて布教しながら医学の勉強もはじめる。そこに孫娘・アンナを預けに来た老女など、信者も徐々に増え、子供のための学校を建てよう、とフランシスは思う。
そんなある日、チア大人の使いの者が訪れ、大人のひとり息子が大怪我で死の床にあり、祈りとそれ以外のできることを（フランシスの治療の評判を聞いて）望みにやってくる。フランシスは子供に麻酔をかけ、必死に怪我の手当てをする。後日、なんとか成功して教会に戻ったフランシスのもとを大人が訪れ、恩義を返したいので「輝くひすいの丘」の土地、それに労働者・建材などを提供する、と申し出る。
それから2年後、教会と学校、それに修道院も完成し、修道女マリア・ベロニカ（ローズ・ストラドナー）を含め3人の修道女もやって来る。最初はかたくなだったマリアも、教室で子供たちを教えるなど、しだいに布教に協力するようになる。
それからしばらくして幼なじみのウィリーは、ウィリアム・タロック医師としてフランシスに再会し、酒を飲みながら談笑する（注：カソリックの神父は妻帯は禁じられている一方、飲酒は過度でなければ許されており、ウィリーは無神論者である）。しかしそこにチア大人とその息子があらわれ、内戦で政府軍は丘に、革命軍は町に陣取り、まもなく空爆がはじまることを告げる。政治的対立を、自分たちには関係ないものとしているフランシスたちは、町に行き革命軍の士官と話をして野戦病院を作る。しかしウィリーは銃撃に巻き込まれて死亡する。フランシスは住民の安全を確保するため、政府軍の大砲の破壊工作を手助けし、それに成功する過程で片足を怪我して杖を使う体になる。
内戦の小競り合いが一段落して数か月後、司教になった幼なじみのアンガスが訪れ、フランシスの恩師であるマクナブ司教の死と組織の再編が語られ、フランシスは譲られた傘を抱きしめる。もっと現地の人間にハッタリをかませ、金持ちのパトロンを見つけろ、とポジティブなアンガスに対し、フランシスは拒絶し、ジョゼフは露骨な嫌がらせをする。またマリアもフランシスの心意気を支持する。
それからさらに10年、教会の信者は200人にも増え、同じ教区にアメリカ出身でプロテスタントの妻帯した牧師も教会を開き、男女共学の学校をはじめる予定だと言う。そして牧師の息子は医者であり、メイン州から留学して、現在はスコットランドのタインカスルにいる（注：タインカスルはエディンバラの一地区であり、エディンバラ大学にはコナン・ドイルも学んだ先進的な医学部が当時も今も存在している）ということで、フランシスの郷里の話で盛り上がる。
帰りにはチア大人と出会い、いつも利用していた籠から降りてフランシスと歩きながら、大人は時代の変化を語る。
さらに年月が流れ、フランシスの初恋の相手だったノラの孫にあたるアンドリューが母親のジュディを失い孤児になっていること、この地での布教も一段落したことなどを加味して故郷に帰る決意をする。そして最後の夜を、マリアと語り明かす。
翌日、年老いて杖をつく老人となったフランシス神父の帰国には、しかしはじめて布教に訪れたときとは異なり、無数の信者が賛美歌で見送ることになる。最初の信者ジョゼフは別れの言葉を忘れ、子供だった孤児のアンナも3人の子持ちとなり、怪我を直したチア大人の息子も立派に成長し、後任には中国人の宣教師が立つことになる。フランシスは最後の説教を一同の前で行なうと、信者たちはひざまずいて神に祈りをささげる。
ここまでの長い日記を、朝までかかって読み終えた教区司祭は、玄関わき、路上の椅子の上で寝ていたフランシスに対し、引退については考え直すようにアンガス司教に伝える、と言い残して車に乗って去る。そしてフランシスは子供のアンドリューと共に再び釣りに出かける。
ふたりの背後に「And I will give to thee the Keys of the KIngdom of Haven.（あなたに天国の鍵をさずけよう）」という、イエス・キリストがペドロに語った言葉（マタイによる福音書16章19節より）が重なり、終幕となる（注：映画のタイトルは『王国の鍵（The Keys of the Kingdom）』である）。

## キャスト
※括弧内は日本語吹替（テレビ版）
- フランシス・チザム神父：グレゴリー・ペック（小川真司）
- ウィリー（ウィリアム）・タロック：トーマス・ミッチェル（宮沢元）
- アンガス（アンセルム）・ミレイ：ビンセント・プライス（鹿島信哉）
- マリア・ベロニカ：ローズ・ストラドナー（北浜晴子）
- 少年時代のフランシス・チザム：ロディ・マクドウォール
- ハミッシュ・マクナブ牧師：エドマンド・グウェン

## スタッフ
- 監督：ジョン・M・スタール
- 製作：ジョセフ・L・マンキウィッツ
- 原作：A・J・クローニン
- 脚本：ジョセフ・L・マンキウィッツ、ナナリー・ジョンソン
- 撮影：アーサー・C・ミラー
- 編集：ジェームズ・B・クラーク
- 音楽：アルフレッド・ニューマン

## 受賞歴
| 賞                     | 年     | 部門                   | 対象                                                                                  | 結果       |
| ---------------------- | ------ | ---------------------- | ------------------------------------------------------------------------------------- | ---------- |
| キネマ旬報ベスト・テン | 1946年 | 外国映画               |                                                                                       | 7位        |
| アカデミー賞           | 1947年 | 主演男優賞             | グレゴリー・ペック                                                                    | ノミネート |
| アカデミー賞           | 1947年 | ドラマ・コメディ音楽賞 | アルフレッド・ニューマン                                                              | ノミネート |
| アカデミー賞           | 1947年 | 美術監督賞（白黒部門） | ジェームズ・バセヴィ ウィリアム・S・ダーリング トーマス・リトル フランク・E・ヒューズ | ノミネート |
| アカデミー賞           | 1947年 | 撮影賞（白黒部門）     | アーサー・C・ミラー                                                                   | ノミネート |